# Förlagsbevis
Ett förlagsbevis, även debenture (urspr. av latinets debére, vara skyldig) är ett räntebärande, vanligtvis på flera år löpande förmånsrättsligt efterställt skuldebrev som intygar att innehavaren lånat ut pengar utan särskild säkerhet, oftast till en bank eller ett industriföretag. Ett lån vars andelar benämns förlagsbevis kallas förlagslån. Personen som ger lånet är en förlagsman.
Det är skuldförbindelser liknande en obligation. Ett förlagsbevis skiljer sig från en obligation genom att det har lägre prioritet än obligationer och andra lån i samband med företagsrekonstruktion eller konkurs. Ur företagets perspektiv kan emission av förlagslån ses som ett alternativ till nyemission av aktier. Eftersom innehavaren av ett förlagsbevis tar en större risk än innehavaren av en obligation är räntan i allmänhet högre.
Förlagsbevis finns av två slag; secured debenture där en viss säkerhet ställts och unsecured debenture även kallad participating debenture (av engelskans delaktig). De förlagsbevis som utgavs av Kreuger & Toll AB, där debenturen blev mest känd, hade en fastställd ränta på 5 procent samt en tilläggsränta av 1 procent för varje procent som utdelningen på bolagets aktier översteg 5 procent. Räntan var skattefri. Systemet med participating debentures anses vara en värdepapperskonstruktion skapad av Ivar Kreuger.
Emitterade förlagslån får räknas in i det supplementära kapitalet hos försäkringsbolag och banker (se kapitaltäckning), och ett förlagsbevis skulle följaktligen kunna ses som ett mellanting mellan en preferensaktie och en obligation.
En konvertibel är vanligen konstruerad som ett förlagsbevis kombinerat med en teckningsoption.
På Stockholmsbörsen finns ett antal förlagsbevis noterade på Privatobligationslistan (tidigare SOX, Stockholms obligationsbörs) under rubriken Förlagslån.
Ett liknande instrument är förlagsandelsbevis som emitteras av ekonomiska föreningar.